# Heinrich Oidtmann

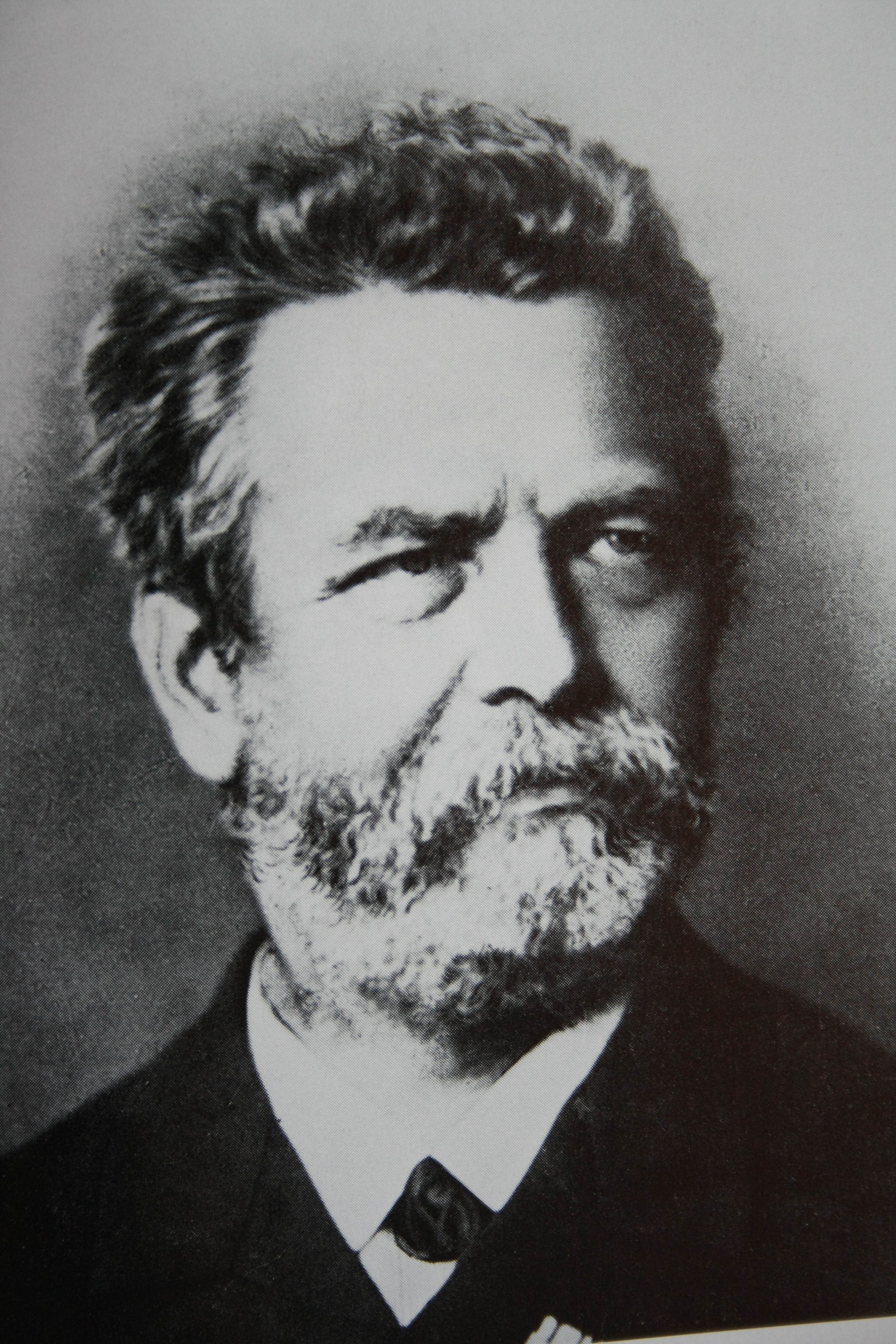
Heinrich Oidtmann

Heinrich Josef Oidtmann (['oːtman]; * 23. Juli 1833 in Linnich; † 3. September 1890 ebenda) war ein deutscher Arzt sowie als Unternehmer Gründer der Glasmalerei Oidtmann, die bis heute als Familienunternehmen existiert.

## Leben
Schon als Student der Medizin stellte Heinrich Oidtmann sich ein kleines chemisches Laboratorium zusammen und entdeckte seine Vorliebe für bunte Gläser. Als Landarzt in Linnich gründete er 1857 die Werkstätten und stellte Glasmaler aus Böhmen und Sachsen ein. Ab 1860 wurden Kirchenfenster hergestellt. Der Durchbruch für das junge Unternehmen war der Auftrag, die Burg Hohenzollern von König Wilhelm I. mit Bleiglasfenstern auszustatten.
Nachdem sich die Glasmalerei Oidtmann in Deutschland etabliert hatte, gründete Heinrich Oidtmann Zweigwerkstätten in Brüssel (1885) und Berlin (1886). 1890 hatte das Unternehmen über 100 Mitarbeiter, vor allem Glaszuschneider, Glasmaler und Glasverbleier, und exportierte in die ganze Welt.

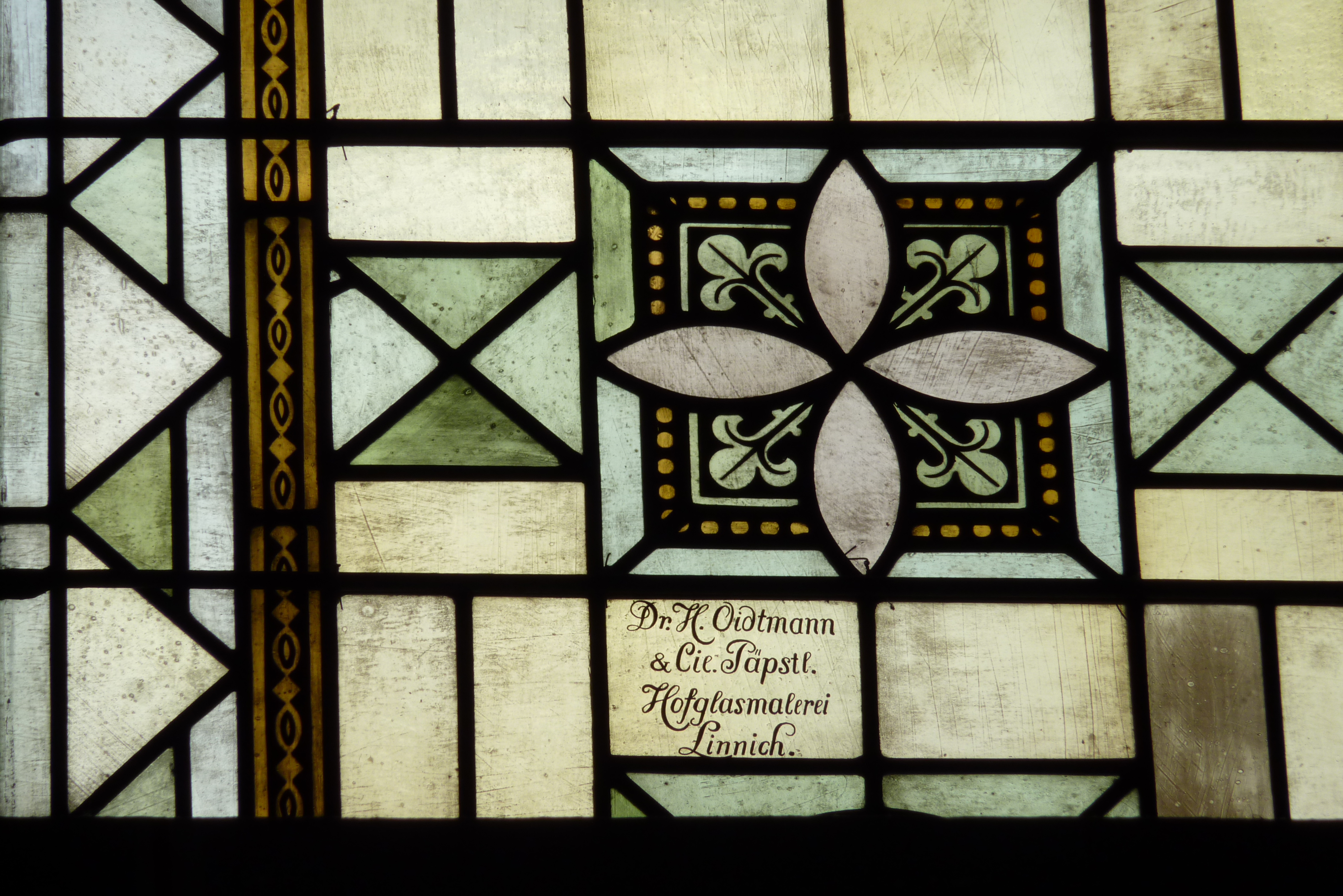
Signatur eines Fensters in der Kirche St. Peter in Westum

Auf Weltausstellungen und anderen Ausstellungen erhielt das Unternehmen zahlreiche Auszeichnungen, so in Dublin (1865), Porto (1865), Paris (1867), Wien (1873), Sydney (1879), London (1884), Antwerpen (1885), Aachen (1886) und Köln (1888).
Heinrich Oidtmann war weiterhin neben seiner Tätigkeit als Unternehmer auch als Landarzt in Linnich und Umgebung tätig. 1886 äußerte er in einer Eingabe an den Reichskanzler und in zwei Ausgaben seiner Zeitschrift „Der Impfgegner“ nicht belegbare Vorwürfe gegen Robert Koch und den Direktor des Kaiserlichen Gesundheitsamtes, aufgrund derer ihn am 4. Januar 1887 die Strafkammer des Landgerichts in Aachen wegen Beleidigung zu 200 Mark Geldstrafe und Übernahme der Verfahrenskosten verurteilte. Ab 1892 war er amtlicher Impfarzt, veröffentlichte Studien zur Epidemiologie der Pocken und zur Impffrage. Oidtmann trat als Impfgegner auf und behauptete, dass die Pocken durch Schafswolle und daraus hergestellte Lumpen übertragen werden würden. Damit seien nicht Impfungen für den Rückgang der Pockenfälle verantwortlich, sondern der seinerzeit zurückgehende Lumpenhandel.
Er beteiligte sich trotz seiner großen beruflichen Beanspruchung als Militärarzt am Deutsch-Französischen Krieg von 1870/71.
Heinrich Oidtmann starb, erst 57 Jahre alt, am 3. September 1890 in seiner Heimatstadt Linnich, wo er auch beigeordneter Bürgermeister war. Sein Nachfolger im Unternehmen wurde sein Sohn Heinrich Oidtmann II (1861–1912).
Seine Tochter Maria Margaretha Hubertina heiratete 1885 der Aachener Architekten Hermann Joseph Hürth.

## Glasdruckverfahren
Heinrich Oidtmann erfand das Verfahren Glas mit Farben zu bedrucken. Bei einer internationalen Ausstellung stellte er ein so bedrucktes Fenster vor. Man bezeichnete dieses Verfahren auch als „Mosaikfenster-Fabrikation“. Heinrich Oidtmann hat dieses Verfahren, das das Ende der traditionellen Glasmalerei bedeutet hätte, nicht weiter angewandt und alle Unterlagen darüber sind vernichtet.

## Auszeichnungen
- 1867: preußischer Roter Adlerorden IV. Klasse
- 1871: Eisernes Kreuz

## Schriften (Auswahl)
- Der Stammbaum der Wettiner in Ahnenbildern. In: Der deutsche Herold.
- Die Glasmalerei in ihrer Anwendung auf den Profanbau. In: Deutsche Kunstzeitung (Dioskuren), 1873.
- Dr. H. Oidtmann als Impfgegner vor dem Polizeigericht: weshalb ich meine Kinder nicht habe impfen lassen; eine Verteidigungsschrift. Bitter, Düsseldorf um 1877 (Digitalisat).
- Auf der Anklagebank, weil ich gegen meine wissenschaftliche Ueberzeugung meine Kinder nicht wollte impfen lassen. Linnich 1878 (Digitalisat der Staatsbibliothek zu Berlin).
- Die letzten Verfechter der Impfschutzlehre. La Ruelle, Aachen 1882 (Digitalisat).
- Die Glasmalerei als kirchliche Kunst. In: Archiv für kirchliche Baukunst und Kirchenschmuck 6 (1882).
- Geschichte der Pocken. ein Culturkampf der Medicin. Foesser, Frankfurt 1882 (Digitalisat).
- Der gotische Stil und die Glasmalerei. In: Archiv für kirchliche Baukunst und Kirchenschmuck 6 (1882).
- Ahnenporträts, sowohl Bildstammbäume wie Einzelporträts, nach Originalgemälden in Glas gebrannt für Treppen, Salons und Erkerfenster.  1882.
- Alte und neue Glasmalerei im Bauwesen. In: Deutsche Bauzeitung 16 (1882) und 17 (1883).
- Die Glasmalerei : allgemein verständlich dargestellt. Bachem, Köln 1892 (Digitalisat).
- Die Hubertusschlacht bei Linnich in Dichtung, Sage und Geschichte : Der hohe Orden vom heiligen Hubertus. Fischer, Jena 1904 (Digitalisat).